# 微體小棱鯡
微體小棱鯡為輻鰭魚綱鲱形目鲱科的其中一種，被IUCN列為次級保育類動物，分布於非洲剛果河上游流域，體長可達3.5公分，棲息在淡水溪流，可做為食用魚。

## 擴展閱讀
維基物種上的相關：微體小棱鯡